# Mary Mellor

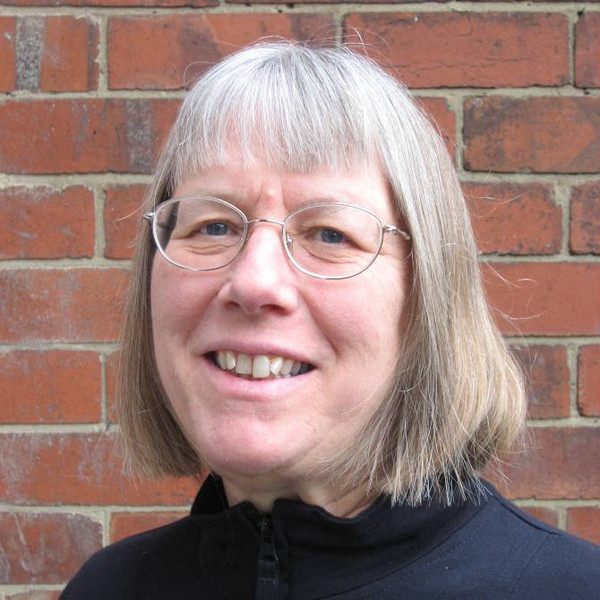
Mary Mellor (2024)

Mary Mellor (* 1946 in Cornwall) ist eine britische Sozialwissenschaftlerin und Aktivistin. Sie gilt als eine der grundlegenden Vertreterinnen des Ökofeminismus in den 1970er Jahren.

## Leben
Mellor besuchte die University of Salford und machte 1971 dort ihren Abschluss in Sozialwissenschaften. Nach ihrer Promotion an der Newcastle Polytechnic (der heutigen Northumbria University) arbeitete sie dort ab 1974 als Dozentin für Sozialtheorie. 1973 war sie Stadträtin (Tyne and Wear Metropolitan Council). Von 2000 bis 2002 war sie Vorsitzende des Vorstands von Financial Inclusion Newcastle Ltd.
Seit 2024 ist Mellor emeritierte Professorin für Sozialwissenschaften der Northumbria University, wo sie Gründungsvorsitzende des Sustainable Cities Research Institute war.

## Werk/Wirken
Forschungsschwerpunkte Mellors sind soziale, nachhaltige und feministische Ökonomie und die Demokratisierung des Geldes als öffentliche Ressource. Sie zählt zu den wichtigsten Soziologinnen, die zum Zusammenhang von Geschlecht/Gender und Umwelt forschten. Während ihrer gesamten akademischen Laufbahn befasste sich Mellor mit der Notwendigkeit sozialen Wandels. Ihr anfängliches Forschungsgebiet war die Sozialwirtschaft mit einem Schwerpunkt auf Genossenschaften. In den 1980er Jahren führte ihre Beschäftigung mit der ökofeministischen Bewegung zu zwei Büchern, Breaking the Boundaries und Feminism and Ecology.
Als Aktivistin nahm Mellor 1981 am Protest gegen die Stationierung amerikanischer Marschflugkörper in Greenham Common teil. Im dortigen Friedens-Camp (Greenham Common Women's Peace Camp) stieß sie nach eigenem Bekunden erstmals auf das Konzept des Ökofeminismus. Schon damals sei ihr der grundlegende Zusammenhang zwischen Feminismus, Ökologie und Politischer Ökonomie bewusst gewesen.
In den 1990er Jahren entwickelte sie ihr aktuelles Interessengebiet, die alternative Ökonomie. Auf der Grundlage ökologischer, sozialistischer und feministischer Ideen konzipierte sie einen neuen Begriff von Volkswirtschaften, insbesondere im Hinblick auf die Rolle des Geldes. In Debt or Democracy kritisiert sie das Konzept der „Handtaschenökonomie“, d. h. die Auffassung, dass die staatlichen Finanzen mit einem gewöhnlichen Familienhaushalt vergleichbar seien, der vom Wohlstand und den verfügbaren Mitteln des privaten Sektors abhänge. Sie stellt die Sichtweise in Frage, wonach Geld im Wesentlichen begrenzt ist und alle öffentlichen Ausgaben entweder eine Belastung oder eine Bedrohung für private Investitionen und Ausgaben darstellen.
2017 wurde Mellor der Bernardo Aguilar Award der United States Society for Ecological Economics verliehen.

## Werke/Schriften
- Breaking the Boundaries: Towards a Feminist Green Socialism. Virago Press, 1992. (Deutsche Übersetzung: Wann, wenn nicht jetzt! Hamburg: Argument-Verlag 1993)
- Feminism and Ecology. New York University Press, New York 1997
- The Future of Money: From Financial Crisis to Public Resource. Pluto Press, London 2010

- Debt or Democracy: Public Money for Sustainability and Social Justice. Pluto Press, London 2015
- (mit Frances Hutchinson und Wendy Olsen:) The Politics of Money: Towards Sustainability and Economic Democracy. Pluto Press, London 2002